# Commission de la langue lituanienne
La Commission de la langue lituanienne (lituanien : Valstybinė lietuvių kalbos komisija) est l'organisme officiel de la république de Lituanie chargé de la régulation du lituanien.
La commission a été créée en 1961 en tant qu'organisation non gouvernementale sous la tutelle de l'académie lituanienne des sciences. À la suite de conflits répétés avec les autorités, la commission a dû suspendre son activité plusieurs fois durant l'occupation soviétique.
Aujourd'hui, c'est un organisme d'État, fondé à l'initiative du Seimas (le parlement lituanien).

Le mandat de la commission lui fixe les missions suivantes :
- régulation et standardisation de la langue ;
- implémentation du statut de langue officielle.

Les décrets publiés par la commission ont force de loi pour toutes les sociétés, agences gouvernementales, institutions et les médias en Lituanie.